# 杜笃
杜篤（？—78），字季雅，原籍京兆杜陵（今陕西西安），東漢年間文人，西漢御史大夫杜延年之玄孫。他少年時已因学识渊博而聞名，但性格不拘小节，故未獲鄉里重視。後因得罪縣令在京入狱。當時東漢开国功臣大司马吴汉逝世，光武帝要求各地儒生著诔文。杜笃在獄中寫的诔文獲帝赏识，获释出狱並賜帛獎賞。建初三年（78），随車騎將軍馬防擊西羌作战阵亡於射姑山。

## 延伸阅读
[在维基数据编辑]
 在维基文库阅读此作者作品
 《後漢書·卷80上》，出自范晔《後漢書》
 《東觀漢記》

## 作品
《明世论》15篇 （散佚）

《论都赋》、《吊比干文》等10余篇
1. ↑  《後漢書·文苑列傳》：杜笃字季雅，京兆杜陵人也。高祖延年，宣帝时为御史大夫。